# Dongyuan (köpinghuvudort i Kina, Zhejiang Sheng, lat 28,32, long 120,23)
Dongyuan (kinesiska: 东源, 东源镇) är en köpinghuvudort i Kina. Den ligger i provinsen Zhejiang, i den östra delen av landet, omkring 210 kilometer söder om provinshuvudstaden Hangzhou. Antalet invånare är 12 572. Befolkningen består av 5 974 kvinnor och 6 598 män. Barn under 15 år utgör 23,0 %, vuxna 15-64 år 64 %, och äldre över 65 år 11,0 %.
Runt Dongyuan är det ganska tätbefolkat, med 134 invånare per kvadratkilometer. Närmaste större samhälle är Chuanliao, 7,0 km söder om Dongyuan. I omgivningarna runt Dongyuan växer i huvudsak blandskog.
Genomsnittlig årsnederbörd är 2 331 millimeter. Den regnigaste månaden är juni, med i genomsnitt 383 mm nederbörd, och den torraste är januari, med 67 mm nederbörd.